# Jaffrabad
Jaffrabad es una ciudad censal situada en el distrito de Delhi noreste,  en el territorio de la capital nacional,  Delhi (India). Su población es de 54601 habitantes (2011). 

## Demografía
Según el censo de 2011 la población de Jaffrabad era de 54601 habitantes, de los cuales 28529 eran hombres y 26072 eran mujeres. Jaffrabad tiene una tasa media de alfabetización del 85,56%, inferior a la media estatal del 86,21%: la alfabetización masculina es del 89,13%, y la alfabetización femenina del 81,64%.